# Vévoda

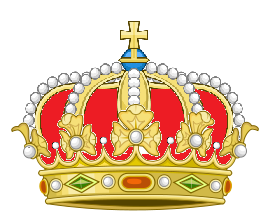
Vévodská hodnostní koruna s pěti viditelnými oblouky (celkem tedy osmi) a čapkou vyplňující celou korunu. Tento typ vévodské koruny byl užíván ve středoevropské heraldice u panujících vévodů.

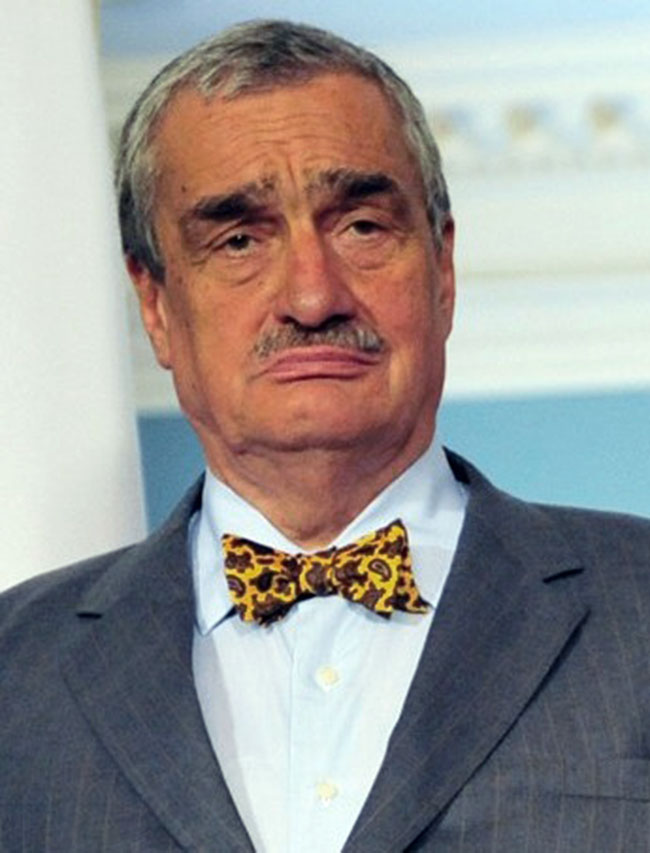
Karel Schwarzenberg (2011), hypoteticky 17. vévoda krumlovský

Vévoda (německy Herzog) je titul (hodnost) příslušníka vyšší šlechty, jeho ženskou variantou je vévodkyně. Vévodům vládnoucím až do roku 1918 přísluší oslovení (titul) Výsost (Hoheit), mediatisovaným vévodům přísluší titul Jasnost (Durchlaucht), titulárním vévodům (šlechticům) přísluší také oslovení Jasnost, bylo-li výslovně udělené, jinak jen knížecí Milost (fürstliche Gnaden). Titul Výsost pro vládnoucí vévody, na rozdíl od vévodů mediatizovaných či titulárních byl zaveden v rámci Německého spolku roku 1844.
Jde o hodnost panovníka vévodství; v případě arcivévodství je to arcivévoda a u velkovévodství je to velkovévoda. Nebo o nejvyšší šlechtický titul mnoha evropských zemí – Velká Británie (duke), Francie (duc), Španělsko (duque). Také v Rakousku-Uhersku před rokem 1918.
Etymologicky vychází ve většině jazyků z označení vojevůdce. Anglický duke nebo francouzský duc vychází z latinského původně vojenského titulu dux, německý herzog se dá vyložit jako „pán voje“, ekvivalentní je i české slovo vojvoda (srov. polský wojewoda). Významná úloha, kterou mělo válečnictví ve středověkém světě, zcela přirozeně vedla k tomu, že z vojenské funkce se stal panovnický a šlechtický titul.
V raném středověku byli titulem vévody (dux) ve Franské říši označováni jednak královi vojevůdci, jednak vojenští guvernéři rozsáhlých území (Champagne), jednak vládci kmenových knížectví uvnitř i vně říše (Bavorsko, Akvitánie). V období vrcholného feudalismu se z vévodů stali často téměř nezávislí panovníci, kteří mnohdy převyšovali mocí i své vlastní krále. Tak například ve Francii vévodové normandští nebo akvitánští, burgundští nebo bretaňští, ve Svaté říši římské vládci Saska. S postupující centralizací evropských monarchií během novověku většina polonezávislých vévodství zanikla, a vévodský titul začal být udělován loajálním šlechticům jako vyznamenání, bez reálné moci.
Ve slovanských zemích často není (nebo v minulosti nebyl) rozlišován vévodský a knížecí titul. Přispěla k tomu středověká praxe označování mnoha slovanských panovníků (pokud neměli mezinárodně uznávaný titul krále – rex) v diplomatickém latinském styku jako duces (sg. dux), zatímco ti před svým lidem vystupovali jako kňazi (sg. kňaz; původně *kъnędzь).

## Etymologie

### V jiných jazycích
| Jazyk                                            | Mužský titul    | Ženský titul / získaný sňatkem od manžela | území                   |
| ------------------------------------------------ | --------------- | ----------------------------------------- | ----------------------- |
| Latinsky (středověkou, nikoli klasickou latinou) | Dux             | Ducissa                                   | Ducatus                 |
| Italsky                                          | Duca            | Duchessa                                  | Ducato                  |
| Francouzsky                                      | Duc             | Duchesse                                  | Duché                   |
| Španělsky                                        | Duque           | Duquesa                                   | Ducado                  |
| Anglicky                                         | Duke            | Duchess                                   | Duchy                   |
| Německy                                          | Herzog          | Herzogin                                  | Herzogtum               |
| Nizozemsky                                       | Hertog          | Hertogin                                  | Hertogdom               |
| Dánsky                                           | Hertug          | Hertuginde                                | Hertugdømme             |
| Polsky                                           | Książę          | Księżna                                   | Księstwo                |
| Chorvatsky                                       | Vojvoda         | Vojvotkinja                               | Vojvodstvo              |
| Rusky                                            | Герцог (Gercog) | герцогиня (Gercogiňa)                     | Ге́рцогство (Gercogstvo) |
| Maďarsky                                         | Herceg          | Hercegnő                                  | Hercsegség              |
| Finsky                                           | Herttua         | Herttuatar                                | Herttuakunta            |

### Vévoda v toponymech
Řada míst v Evropě odkazuje ve svých názvech (toponymech) na vévodu, což je dáno většinou historickými důvody. Jde například o:
- Hercegovina – historická země státu Bosna a Hercegovina
- Herceg Novi – město v Černé Hoře
- Bar-le-Duc – obec v departementu Meuse
- ’s-Hertogenbosch/Bois-le-Duc/Herzogenbusch – město v Severním Brabantsku, na vévodu upomíná v nizozemštině, francouzštině i němčině
- Herzogenburg – městečko v Dolních Rakousích

## České země
V 8. a 9. století ovládalo českou kotlinu množství drobných vládců, kterým dobové latinské prameny dávají obyčejně titul dux. Stejně tak byli latinsky titulováni i po svém sjednocení země Přemyslovci (ve slovanských jazycích obyčejně používali paralelně titul kníže). Titul náležel nejen panujícímu knížeti, ale i knížatům údělným (např. dux Olomucensis) a ostatním členům přemyslovského rodu. Během 13. století většina údělných knížectví zanikla a panující Přemyslovec od okamžiku korunovace užíval pouze titul krále.
V lucemburském období používali vévodský titul opavští Přemyslovci a slezská knížata, která vstoupila do lenního svazku s českým králem. Karel IV. zřídil též nové Vévodství zhořelecké pro svého mladšího syna Jana. Do svazku českých korunních zemí vstoupilo i Vévodství lucemburské. Zhořelecko později splynulo s Horní Lužicí a Lucembursko svazek Zemí koruny české opustilo roku 1441, i když si nároky na ně dělali ještě Jagellonci. V dalším období tedy v českých zemích vévodské tituly zůstaly pouze panovníkům slezských knížectví, nad nimiž český král vykonával vrchní lenní moc z titulu vévody slezského. I současný lichtenštejnský kníže Hans Adam II. užívá ve své velké titulatuře na základě starých práv slezské vévodské tituly vévody opavského a krnovského (Herzog in Schlesien zu Troppau und zu Jägerndorf).
V pobělohorském období se vévodský titul začal udělovat i nejmocnějším zasloužilým velmožům. Vždy byl spojen s knížecím titulem a vztahoval se ke konkrétnímu území. Na území Českého království vznikla během historie celkem 4 vévodství:
- Frýdlantské, založené roku 1627 pro Albrechta z Valdštejna, především z bývalých Redernovských a Smiřických panství. Valdštejn se mu snažil dát polonezávislý charakter, plánoval výstavbu pevností, usiloval o zřízení biskupství, univerzity a vlastního sněmu. K vévodství náleželo i množství šlechtických leníků. Po jeho zavraždění roku 1634 bylo vévodství konfiskováno a zrušeno. Znakem frýdlantského vévodství byla stříbrná orlice v červeném štítě.

- Krumlovské, založené roku 1628 pro knížete Jana Oldřicha z Eggenberku, především na území bývalého rožmberského panství. Po vymření Eggenberského rodu přešlo dědictví na Schwarzenberky. Znakem vévodství bylo pět červených rožmberských růží. Používali ho ale jen Eggenberkové, rodina Schwarzenberků jej nepřijala.

- Roudnické, zřízené roku 1786 pro rodinu Lobkowiczů.

- Zákupské, zřízené roku 1818 pro Napoleonova syna a bývalého následníka Napoleona II., řečeného „Orlík“. Zaniklo jeho úmrtím roku 1832.

## Německo

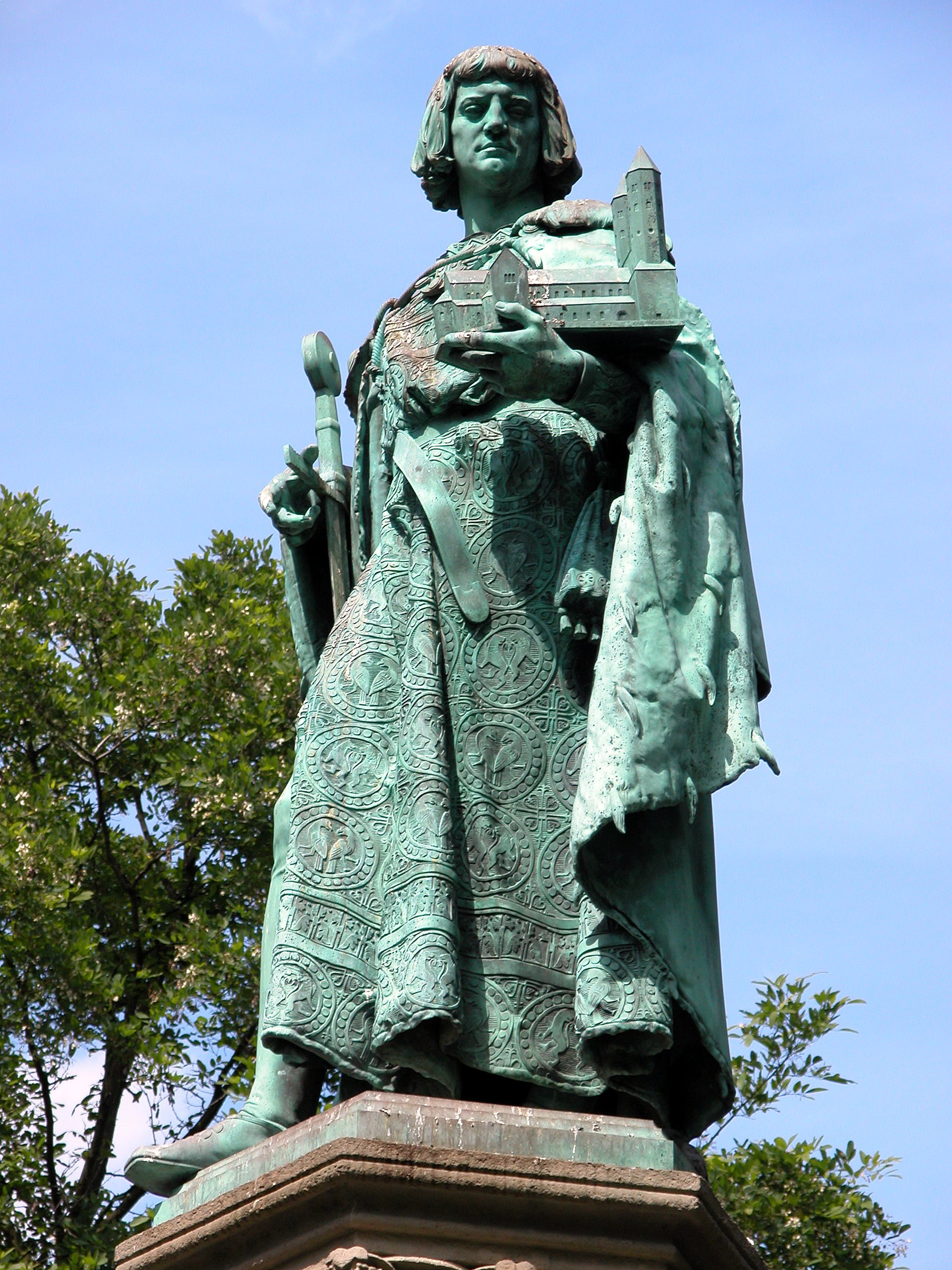
Vévoda Jindřich Lev z rodu Welfů, považovaný za nejmocnějšího z říšských knížat, zde socha z kašny Heinrichsbrunnen v Brunšviku z r. 1874

Ve Franské říši byl vévoda (Dux) nedědičným správcem svěřeného území a jeho hodnost byla převážně vojenského charakteru. I čtyři německá kmenová vévodství byla původně nedědičnými lény a dědičnými se stala až jako poslední z říšských lén (tj. po hrabstvích, markrabstvích apod.) a to zhruba v průběhu 11. století. Kromě čtyř kmenových vévodství (Bavorska, Frank, Alemanie (Švábska) a Saska) a vévodství k říši přidružených (Lotrinska, Čech) vytvářeli císaři od 10. století nová vévodství. Řada významných rodů říšské aristokracie obsadila postupně vévodské stolce i ve více vévodstvích. V roce 1654/56 se císař Ferdinand III. zavázal, že tzv. novým říšským knížatům, tedy knížatům přijatým na říšský sněm po roce 1582, resp. 1653 nebude jejich knížectví povyšovat do vévodského stavu. Svatá říše římská neznala žádné vévody-šlechtice, všichni vévodové v říši odvozovali svůj titul od skutečného vévodství. Na druhou stranu podle sálského dědického práva, kdy všichni synové dědí rovnoměrně, užívali často muži (i ženy) v celém rodě titul vévody (vévodkyně), ačkoli byli mnohdy jen vzdálenými bratranci (sestřenicemi) skutečného panujícího vévody. Vévodské tituly Svaté říše římské, pokud se vztahovaly ke skutečnému panujícímu vévodovi, patřily spolu s tituly několika málo dalších evropských panujících vévodů k těm vůbec nejváženějším a nejuznávanějším. Byly automaticky počítány k titulům vysoké aristokracie.

### Významné říšské vévodské rody a jejich vévodství
- Luitpoldovci jako vévodové bavorští (s přerušením 907–1004)
- Liudolfovci jako vévodové bavorští (s přerušeními 947–1017)
- Billungové jako vévodové saští (960–1106)
- Reginarovci jako vévodové lotrinští (s přerušeními cca 930–1190)
- Wigerichovci jako vévodové dolnolotrinští (s přerušením 1012–1100) a bavorští (s přerušením 1017–1047)
- Štaufové jako vévodové švábští (s přerušením 1079–1268) a bavorští (1141–1143)
- Zähringenové jako vévodové z Zähringen (1097–1218)
- Welfové (Este-Welfové) jako vévodové bavorští (s přerušením 1096–1180), saští (s přerušením 1138–1180), brunšvicko-lüneburští (1235–1803), sasko-lauenburští (1693–1803) a brémští (1720–1803)
- Askánci jako vévodové saští (s přerušením 1143–1422), sasko-lauenburští (1260/96–1689) a anhaltští (1806–1918)
- Wittelsbachové jako vévodové bavorští (1180–1805), z Julichu (1614–1801), z Bergu (1614–1805), pomořanští (1654–1720) a brémští (1654–1720)
- Babenberkové jako vévodové rakouští (1156–1246) a štýrští (1180–1246)
- Habsburkové jako vévodové rakouští (1282–1453), štýrští (1292–1780), korutanští (1335–1780), burgundští (1493–1780), lucemburští (1477–1780), z Gelder (s přerušením 1477–1780) a švábští (1273–1313)
- Lucemburkové (rod Limburk-Lucemburk) jako vévodové dolnolotrinští (s přerušením 1100–1139), slezští (1335–1437), lucemburští (1354–1441) a brabantští (1355–1383)
- Wettinové jako vévodové saští (1423–1918) a páni tzv. Ernestinských vévodství (1547/1572–1918)
- Meinhardovci jako vévodové korutanští (1286–1335)
- Hrabata z Marky jako vévodové z Julichu (1511–1609), z Bergu (1511–1609), z Kleve (1416–1609), z Bouillonu (1496–1594) a z Gelder (1538–1543)
- Hohenzollernové jako vévodové pruští (1525–1701), z Kleve (1614–1807), pomořanští (1648–1918), magdeburští (1680–1918) a slezští (1742–1918)
- Mattfriedové-Lotrinští (posléze Habsburg-Lothringen) jako vévodové lotrinští (s přerušeními 1047–1736), barští (s přerušeními 1480–1736), štýrští (1780–1918), korutanští (1780–1918), burgundští (1780–1801), lucemburští (1780–1801), z Gelder (1780–1801) a salcburští (1803–1809)
- Gryfí dynastie jako vévodové pomořanští (1181/1348–1637)
- Niklotovci jako vévodové meklenburští (1348–1918)
- Oldenburgové jako vévodové holštýnští (1474–1864) a oldenburští (1774/77–1815/23)
- Württemberkové jako vévodové württemberští (1495–1805) a z Tecku (1495–1918)
- Arenbergové jako vévodové z Arenbergu (1644–1801) a z Arenberg-Meppenu (1803–1811)

Některá vévodství byla nárokována jinými knížecími rody, které v nich ale fakticky nevládli, takto se Habsburkové po roce 1519 titulovali jako vévodové württemberští a Hohenzollernové od r. 1708 jako vévodové meklenburští. Výjimkou nebylo ani "samoudělování" vévodských titulů vlastním zemím bez toho, že by tuto zemi povýšil na vévodství římsko-německý panovník. Habsburkové si svévolně, v rámci zfalšovaného Privilegia Maius, "povýšili" Kraňsko na vévodství r. 1364 a braniborský hohenzollernský kurfiřt Fridrich II. zase r. 1464 přijal bez císařského souhlasu obskurní titul "vévoda Wendů a Kašubů".
Titul vévody měla v říši také některá duchovní knížata.

### Mediatizovaní vévodové
Říšská knížata (tj. i vévodové), která přišla o svá suverénní panství mediatizací za Napoleona I. a která nezískala suverenitu při jednáních Vídeňského kongresu (téměř všichni kromě Hesensko-Homburských), si až do zániku monarchie udržela zvláštní privilegia. Byla i nadále považována za rovnocenná vládnoucím panovnickým domům a v Německu získala právo virilního hlasu v panských sněmovnách tamních zemských parlamentů.
Knížecí a vévodské rody, které získaly titul pouze jako šlechtickou hodnost během 19. a 20. století (tedy po mediatizaci drobných říšských států, tj. nikdy fakticky nevládly), se liší i označením svých potomků – vévodou je pouze hlava rodu, ostatní členové jsou knížata a kněžny (v českých zemích Hohenberkové), princové a princezny (v českých zemích např. Rohanové, kdy hlava rodu je vévodou z Montbazonu a Bouillonu), popř. hrabata a hraběnky (v českých zemích například Beaufort-Spontinové). K mediatizovaným českým vévodským rodům patří Lobkowiczové, kde vévodou (roudnickým) je pouze hlava rodu či Arenbergové, kde vévody jsou všichni z rodu a jeho hlava je navíc vévodou z Aarschotu a další rody.

### Noví vévodové 19. století

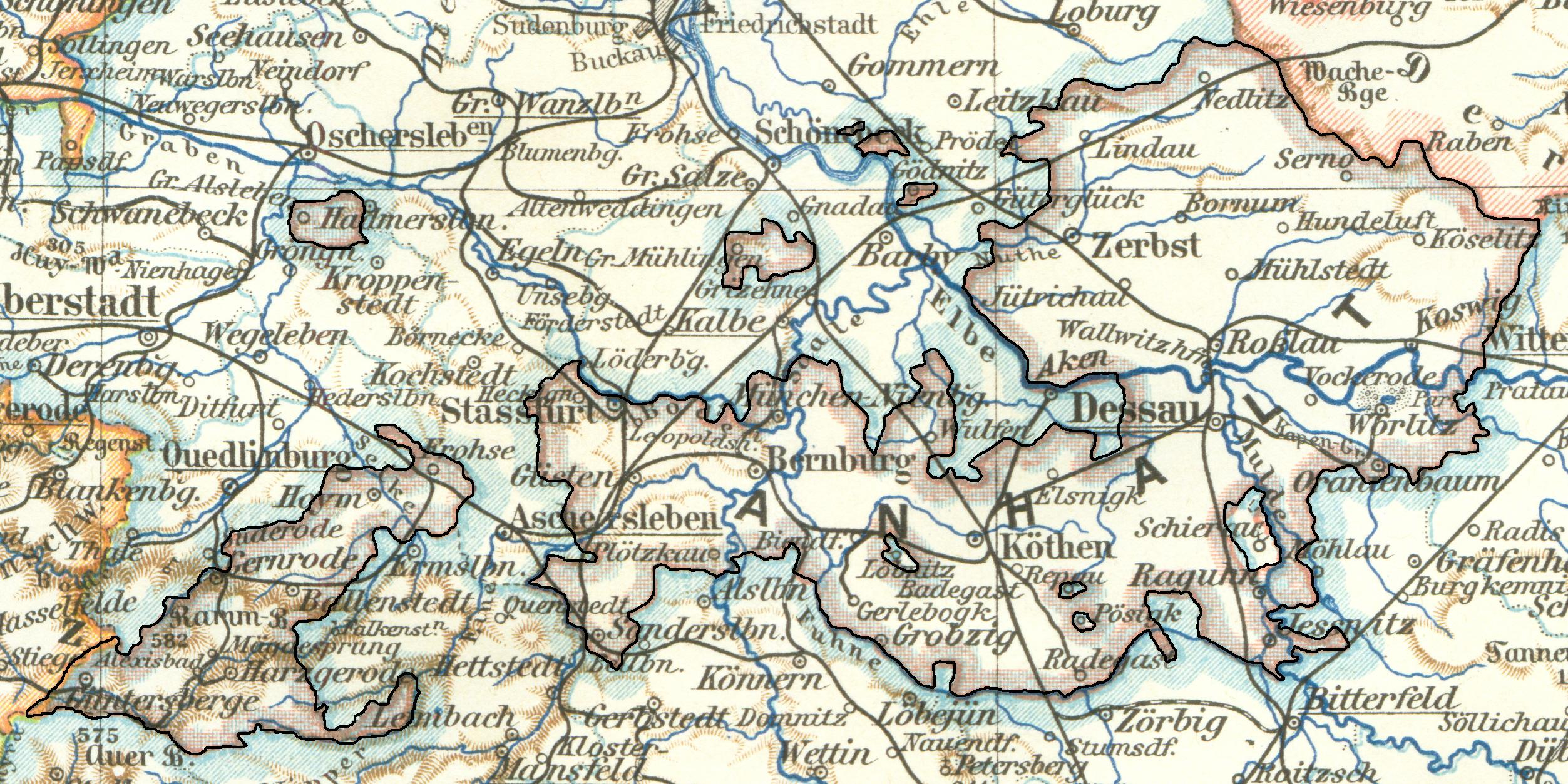
Mapa Anhaltského vévodství z r. 1897

V napoleonském období došlo v rámci Rýnského spolku k povýšení některých říšských knížectví na vévodství (1806 Nasavsko, 1807 Brunšvicko a zbylá anhaltská knížectví). Vévodské tituly pak nadále užívaly vládnoucí a některé mediatizované rody. Někdy byl v rámci panující dynastie vytvořen vévodský titul jako hlavní titul pro rodovou sekundogenituru, např. titul "vévody v Bavorsku" (Herzog in Bayern) pro pobočnou větev wittelsbašských bavorských králů. Vévody-šlechtice mohl v německých zemích jmenovat pouze král (nikoli císař, protože ani po provolání Německého císařství žádná jednotná německá šlechta nevznikla). V letech 1815–1918 bylo v německých zemích (bez Rakouska) uděleno jen jedenáct vévodských šlechtických titulů, z toho dva osobní (ad personam) a všechny podle práva prvorozenectví. Vévodský titul se nestal zvláštní šlechtickou hodností, vévodové byli počítáni ke knížatům a vévoda byl jen jakýmsi vylepšením a převýšením knížecího titulu. Ve Württembersku se vévodského titulu dostalo hlavám tamějších morganatických větví vládnoucího rodu (Urach, Teck), v Bavorsku byly dědičné vévodské tituly uděleny dvěma rodům nejvyšší aristokracie (1817 královu švagrovi Eugènovi de Beauharnais titul vévody z Leuchtenbergu a roku 1899 rodu Thurn-Taxis titul vévody z Wörthu a Donaustaufu). V Prusku, kde bylo povyšování nových šlechtických vévodů nejčastější, se vévodský titul tradičně vázal na oblast Slezska s jeho knížectvími. Novými vévody se vedle vévodů z řad mediatizovaných knížat stal například rod Talleyrandů, který roku 1846 sňatkem zdědil Zaháňsko, nebo knížata Hatzfeldové z Trachemberka, kteří pro Trachemberk získali v roce 1900 dědičný vévodský titul. Vedle slezských a dědičných vévodů znalo Prusko i osobní vévodský titul. Takto byl v roce 1890 kníže a odstupující říšský kancléř Otto von Bismark jmenován doživotním vévodou lauenburským.

## Rakousko-Uhersko
V habsburské monarchii se mezi vysokou šlechtou v okolí panovníka přirozeně objevovali také vévodové nejrůznějšího původu. Ti, kteří pocházeli z habsburských italských držav nebo z Rakouského Nizozemí, mohli mít titul udělen či potvrzen přímo z rukou habsburského vladaře. Přesto takový titul v Českých nebo Rakouských dědičných zemích mimo panovnický dvůr nijak neplatil (uznávány byli jen tituly říšských vévodů), protože jednotná „rakouská“ šlechta byla po právní stránce formována až na počátku 19. století a do té doby se jednotlivé země často velmi lišily titulární skladbou jejich šlechty. V Rakousku-Uhersku byly z cizích vévodských titulů uznávány bez potíží jen tituly panujících či dříve panujících německých vévodů a jejich příbuzných. V praxi šlo o vládnoucí německé vévody, vévodské příbuzné královských a velkovévodských domů a rovněž vévody mediatizované (Arenbergy, ale i vévody Croÿ-Dülmen a Looz-Corswarem, jejichž tituly nebyly říšského původu). Císařem uznávány byly přirozeně také vévodské tituly odvozené od držby panovníkem potvrzeného či zřízeného vévodství v rámci monarchie, zejména v Čechách a ve Slezsku (viz výše). Mimo české země existovalo  jen jedno vévodství v Předlitavsku  –  Vévodství Gotschee, zřízené r. 1791 kolem Kočevje v Kraňsku pro mediatizovanou knížecí rodinu Auerspergů náhradou za prodané Minstrbersko, a jedno v Zalitavsku – Vévodství Syrmium kolem Sremské Mitrovici, zděděné r. 1713 knížetem Erba-Odscalchi a potvrzené rodu r. 1751. Vévodský titul bez držby vévodství byl spolu s udělením titulu knížecího potvrzen r. 1876 vévodovi de Beaufort-Spontin, na základě vévodského titulu, uděleného mu r. 1782 v Rakouském Nizozemí. Nově byl v monarchii vévodský titul udělen r. 1909/17 hlavě knížecího rodu Hohenberků. Panovnický reskript o uspořádání rakousko-uherské šlechty z r. 1873 kodifikoval dosavadní praxi, podle které vévodský titul nepředstavoval zvláštní šlechtický stupeň, ale jen polepšoval a převyšoval knížecí stav, jehož byl nositel vévodského titulu součástí.

## Anglie

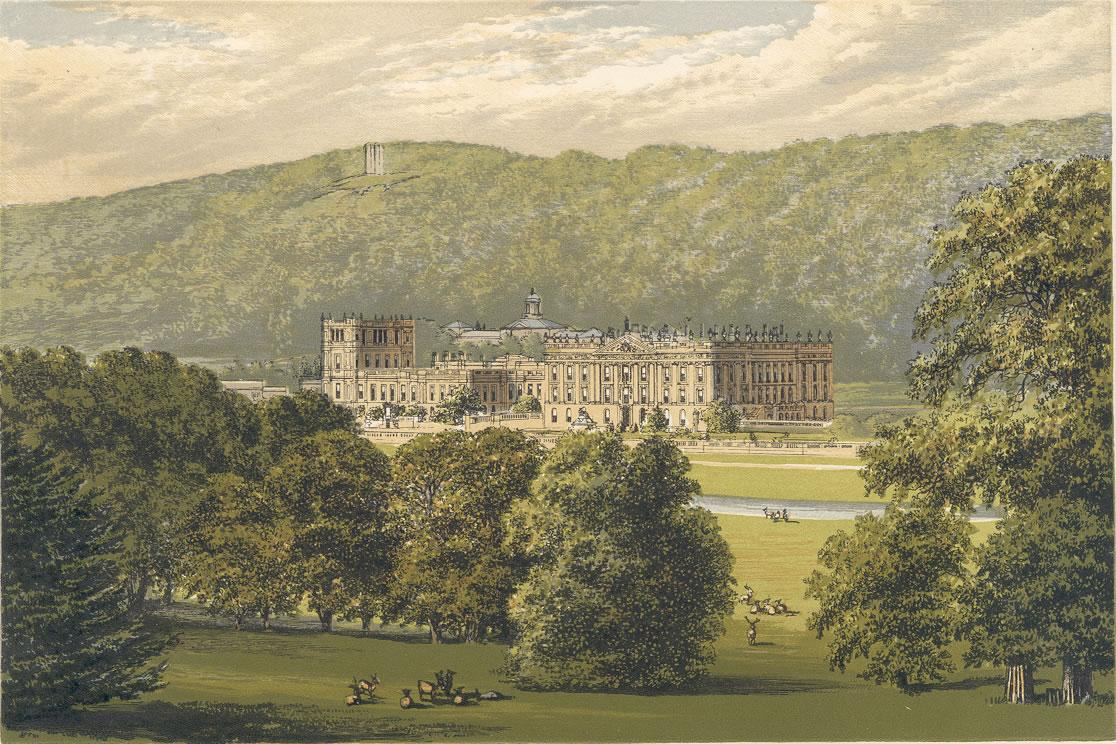
Zámek Chatsworth (kol. 1880), rezidence vévodů z Devonshire z rodu Cavendishů

V Anglii původně vévodský titul nebyl vůbec užíván. Prvním vévodou (z Cornwallu) se stal tehdejší následník trůnu Edward „Černý princ“ roku 1337. V dnešní době ve Spojeném království existuje 27 vévodských rodů, z nichž nejstarší je rodina Howardů, vévodů z Norfolku (od roku 1483). Rody se od sebe liší podle data uvedení, resp. dle toho, zda titul získali od králů Anglie, Skotska, Irska, Velké Británie (po Aktu o unii r. 1707) či králů Velké Británie a (Severního) Irska (po r. 1801). Vévodové patří mezi peery, ale nikoli mezi lordy, jejich postavení je vyšší. Dle protokolu jsou oslovováni Vaše Milosti (Your Grace). Kromě nich ale existuje ještě 10 vévodů „královské krve“, mladších synů králů a jejich potomků. Nejznámější z nich je v současnosti asi Andrew, vévoda z Yorku, druhý syn královny Alžběty II.

## Francie

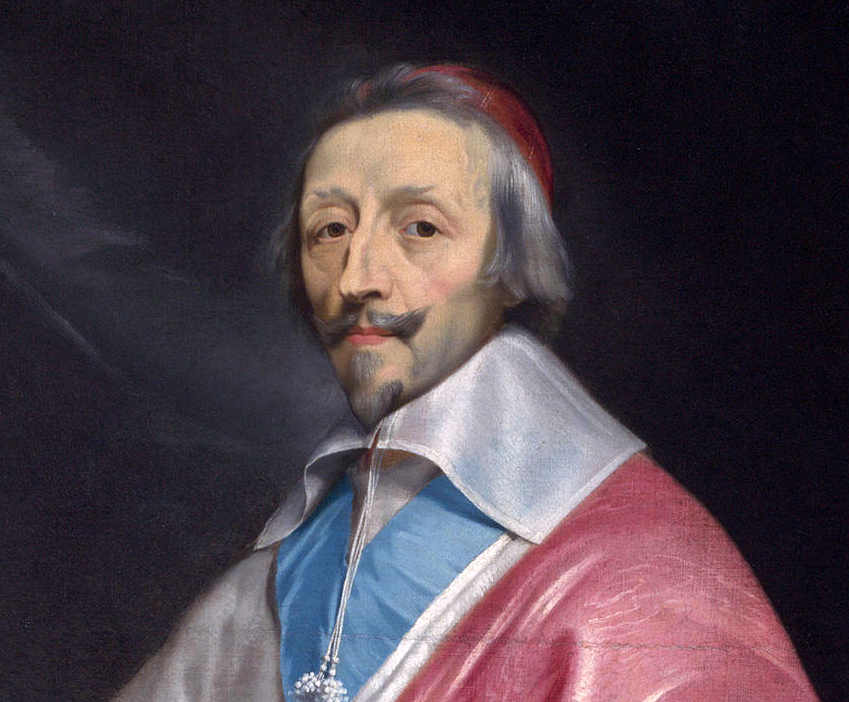
Kardinál Richelieu byl zároveň zakladatelem vévodského rodu, žijícího i v současnosti (2018)

Ve středověké Francii dlouho existovala jen čtyři světská vévodství (Bretaň, Normandie, Burgundsko a Akvitánie) a tři duchovní (Remeš, Laon a Langres). Vévodství vzniklá v pozdním středověku (Anjou, Berry aj.) měla sloužit k zabezpečení princů královské krve. První šlechtická vévodství, ne vždy spojená s titulem paira začala vznikat od roku 1498. Tehdy byla zřizována vévodství udílená nelegitimním potomkům Kapetovců, příbuzným okolních panujících dynastií z řad tzv. zahraničních knížat i řadovým šlechticům. V porovnání se starými středověkými vévodstvími byla však nově zřízená vévodství mnohem menší a navíc vévoda již nebyl lenním pánem nad níže postavenou šlechtou, např. hrabaty. Za starého režimu vzniklo okolo 40 nebo 50 vévodství. Vévody jmenoval i Napoleon I., nejčastěji z řad svých generálů, kdy mnozí z nich dostali predikát podle své vítězné bitvy, tzv. titul vítězství (př. vévoda z Valmy). Vévodskými tituly odměňoval své věrné i restaurační režim a Druhé císařství až do roku 1864. Po celou francouzskou historii byl vévoda nejvyšším řádným šlechtickým titulem v zemi. Dodnes žije ve Francii ještě řada dědiců vévodského titulu. Z doby Starého režimu odvozuje svůj titul 26 rodů, z nichž většina dodnes žije ve Francii, přežilo i šest vévodských rodů napoleonských. Vévodský titul ve Francii byl udělován vždy jen primogeniturně, často ale měla jedna osoba či jeden rod vévodských titulů více. Za Starého režimu se vévoda oslovoval Monseigneur či Monsieur le Duc nebo neoficiálně „Vaše Milosti“ (Vôtre Grace), v 19. století se ujalo oslovení Excelence (Vôtre Excellence).

## Španělsko a Portugalsko

Erb Adolfa Suáreze, prvního dědičného vévody

Ve Španělsku a Portugalsku nebyli v raném středověku žádní vévodové, protože tamní království vznikla rovnou povýšením suverénních hrabství. První vévoda z řad šlechty byl ve Španělsku jmenován v roce 1427 (vévoda z Arjony pro Fadriqua de Castilla) a v Portugalsku roku 1547 (vévoda z Aveira pro Doma Joãa de Lencastre). V obou zemích šlo o nejvyšší řádný šlechtický titul. Zdejší vévodství jsou dědičná pro prvorozeného syna a je možno je zdědit spolu s majetkem také sňatkem. To vedlo v minulosti k tomu, že mnohé vévodské tituly zdědily osoby málo urozené a tak jen málo pyrenejských vévodských rodů (španělští vévodové z Alby či vévodové z Osuny) je, přes svůj nesporně ohromný majetek, uváděno v Gothajském almanachu mezi evropskou aristokracií. Ve Španělsku byl r. 1981 udělen první panovníkem udělený vévodský titul osobě z nekrálovské rodiny v Evropě od skončení druhé světové války (titul obdržel ministerský předseda Adolfo Suárez). Vévodské tituly sice udílel i caudillo Franco, ovšem jejich platnost je právně sporná, protože Franco si nikdy nenárokoval královský úřad. Španělští vévodové, ať již jsou či nejsou grandy, mají nárok na oslovení Excelence, resp. Excelentísimo Señor. K roku 2009 existovalo ve Španělsku 153 vévodských titulů držených přibližně stovkou rodin. V Portugalsku byly šlechtické tituly oficiálně zrušeny roku 1967. V obou zemích také několik vévodských titulů náleží nebo náleželo tamním královským rodinám. Například všichni portugalští králové od roku 1640 byli tradičně vévody z Braganzy a celkem držela portugalská královská rodina před svou abdikací osm vévodských titulů, z nichž nejstarší byl titul vévody z Coimbry z roku 1415.

## Itálie
Středověká feudální Itálie dobře znala vévodství jako státní útvar. V Itálii existovala vévodství langobardského původu (Capua, Gaeta, Furlansko, Spoleto, Benevento aj.) či původu normanského (Apulie, Kalábrie). Ve vrcholném středověku a raném novověku byla řada vévodství založena římsko-německými císaři (1328 Lucca, 1396 Milán, 1416 Savojsko, 1433 Mantova, 1452 Modena a Reggio, 1663 Massa aj.) nebo papeži (1443 Urbino, 1471 Ferrara, 1532 Florencie, 1537 Castro, 1545 Parma a Piacenza). Od titulu vévody (italsky Duca) je také odvozen titul Dóže, hodnost představitelů "námořních republik" (Benátky, Janov, Ragusa). Před sjednocením Itálie udílel vévodské tituly pro zemskou šlechtu papež, Benátská serenissima a králové Neapolska, Sicílie a Sardinie a Lombardsko-Benátska. V Neapolsku a Sicílii dosáhl počet povýšených vévodů a knížat závratného počtu, protože za vlády Habsburků získávali tito tituly za zásluhy mnozí šlechtici z různých zemí dynastie (v Čechách se např. hrabě Matyáš Gallas stal vévodou z Lucery nebo hrabě Ottavio Piccolomini vévodou z Amalfi) nejvíce ovšem tento počet narostl za Bourbonů v 18. století, zvláště za vlády krále Ferdinanda I., protože Koruna si udílením vysokých aristokratických titulů za poplatek vylepšovala platební bilanci. Proto nemá neapolský či sicilský vévodský titul stejnou váhu jako totožný titul z rukou jiného panovníka. Ve sjednoceném Italském království byl vévodský titul ustanoven druhým nejvyšším titulem v zemi po knížecím a nadále udílen italskými králi. Oblibu získaly i tzv. tituly vítězství (nejen vévodské), kdy např. maršál Pietro Badoglio byl roku 1936 jmenován vévodou z Addis Abeby V Itálii je několik desítek vévodských rodů a naprostá většina vévodských titulů je udílená podle práva prvorozenství. Italskému vévodovi přísluší čestný titul Don. Nemá-li vévoda nárok na vyšší oslovení, je titulován Excelence (Vostra Eccellenza).

## Papežští vévodové
V Papežském státě existoval od konce středověku titul vévody jako titul stojící mezi knížetem a markýzem. Z nejvýznamnějších knížecích a vévodských rodů pocházeli často sami papežové či to byl naopak papež, kdo v rámci nepotismu své příbuzné povyšoval do vysokých aristokratických hodností. Papežská feudální práva byla zakotvena bulou Pax Romana z r. 1511. Vévodský titul s příslušným lénem v Papežském státě mnohdy držela doplňkově hlava knížecího rodu (mezi významné papežské knížecí a vévodské rody patřili např. Colonnové, Orsiniové, Aldobrandiniové či rody Chigi a Boncompagni-Ludovisi). Vévodský titul byl vzácně udílen i cizincům mimo Papežský stát jako vyznamenání za zásluhy o katolickou církev. Vévodský titul (Dux Romanus) bez konkrétního léna tak získal např. r. 1875 španělsko-francouzský vévodský rod Pomár. Papežské vévodské tituly, ať už zemské nebo udělené, se obvykle dědí právem prvorozenství. Lateránské dohody z r. 1929 stanovily automatické uznání všech papežských šlechtických titulů v Italském království, což bylo ovšem revidováno italskou státní radou (Consiglio di Stato) v r. 1969. Nadále tak Itálie uznává jen ty papežské šlechtické tituly, které přijalo Italské království před vydáním ústavy v roce 1947. Udílení šlechtických titulů všech stupňů samotnými papeži skončilo spolu s vydáním motu proprio Pavla VI. Pontificalis Domus z 28. března 1968. Od té doby již klasické šlechtické tituly Svatý Stolec neudílí, pouze vyznamenává osobními rytířskými řády (několik jich udělil Jan Pavel I. i Benedikt XVI.).

## Belgie
V oblasti dnešního Beneluxu má vévodský titul starou tradici. Vévody z řad říšských knížat byli panovníci Brabantska, Limburska, Bouillonu, Lucemburska a Gelder. Od 15. do konce 18. století vládli nad Nizozemím jeho panovníci z titulu vévodů burgundských. V historii země bylo pro vysokou šlechtu zřízeno v letech 1533–1782 celkem devět vévodství či vévodských titulů, vytvořených většinou za tzv. Rakouského Nizozemí. Panství, jemuž byl přiznán status vévodství, muselo na základě ediktu Karla II. z 8. května 1664 vynášet roční příjem nejméně 24 000 guldenů. Další nizozemští šlechtici byli vévody v jiných částech Evropy (zejména v Itálii), nebo jim jejich titul udělil některý cizí panovník a v Nizozemí byl tedy neplatný. Za vlády Španělských Habsburků a v době Nizozemského království byl vévodský titul nižší než titul knížete, v Rakouském Nizozemí bylo jejich postavení opačné. V belgické šlechtické hierarchii hodnost vévody neexistuje a od vzniku království (1830) nikdy neexistovala. Jedinou výjimkou je korunní princ s titulem "vévoda brabantský". Dnes v Belgii žijí tři rody, které mají historický nárok na vévodský titul (Arenbergové, Looz-Corswarem a Ursel ), jsou ovšem zařazovány mezi knížata. V roce 1993 však belgický král přiznal vévodský titul, nikoli však hodnostní stupeň, hlavě rodu Arenbergů Tento rod ostatní belgické vévody převyšuje tím, že dříve vládl skutečnému říšského vévodství a jako jediní měl (od r. 1644) vévodský titul přiznaný pro celý rod a ne jen pro jeho hlavu. Ostatní Arenbergové jsou však v Belgii i po roce 1993, v rozporu s rodovou tradicí, oficiálně jen princi. Vévodové, kteří získali vévodský či alespoň knížecí titul z rukou císařů Svaté říše římské či panovníků Rakouského císařství, užívají v erbu klobouk či korunu středoevropských vévodů (Arenbergové) nebo knížat (např. Beaufort-Spontinové), ostatní vévodové (d'Ursel) užívají nizozemskou heraldickou vévodskou korunu. Belgický vévoda (kníže) se oslovuje Jasnosti (Altesse sérenissime) pokud mu byl tento predikát udělen. Pokud ne (rod d'Ursel) je v nizozemštině oslovován: Vysoce urozený (Hooggeboren) a ve francouzštině: pane kníže/vévodo (Monsieur le Prince/Duc)

## Dánsko
Ve středověkém Dánsku existovalo několik vévodství, příležitostně udílených členům či příbuzným královské rodiny (Šlesvicko, Estonsko, Falster, Halland apod.). V období novověku byly vévodské tituly královského rodu vázány na dělení Šlesvicka-Holštýnska. Při děleních země v l. 1544, 1566 a 1581 povstaly vévodské sekundogenitury ve Šlesvicku-Holštýnsku: Gottorpská, Haderslebenská a Sonderburská. Větev sídlící v Haderslebenu vymřela již prvním vévodou r. 1580, ale zbylé dvě přežily do současnosti a dále se dělily. Glücksburská linie Sonderburské větve dokonce roku 1863 usedla na uprázdněný dánský trůn. Polosuverénní vévodské úděly ve Šlesvicku a Holštýnsku byly však dánskými panovníky postupně likvidovány, až byla země v 70. letech 18. století opět sjednocena pod přímou královskou vládou. V roce 1818 pak byl udělen jediný dánský šlechtický vévodský titul – vévoda z Glücksbiergu. Získal jej francouzský royalistický politik Élie Decazes na základě svého sňatku s praneteří poslední vévodkyně ze starší linie sonderbursko-glücksburského rodu. Dánský král ovšem Decazesovi neumožnil nést predikát po zámku v Glücksburgu, ale změnil jej na fiktivní lokalitu Glücksbierg. Titul do současnosti pokračuje 6. vévodou a je formálně platný, ovšem Decazesové se zdržují ve Francii a mimo Dánsko, takže titul pozbývá praktický význam.

## Švédsko
Ve Švédsku, kde v pozdním středověku nahradil vévodský titul tradiční hodnost jarla, zůstal vévoda rezervován pro členy královské rodiny. Nejvýznamnějším takovýmto vévodstvím bylo Finsko, roku 1581 povýšené na velkoknížectví (nikoli velkovévodství!). Naposled a s konečnou platností byl vévodský titul zaveden v roce 1772. Od té doby jsou švédská, jinak čistě titulární vévodství, pojmenována po švédských historických zemích. Švédští princové a princezny tak mají např. titul vévoda ze Skåne, vévodkyně z Östergötlandu apod. 

## Ostatní Evropa a mimoevropský svět
Vévodství vznikala v minulosti v oblasti Latinského císařství. Latinskému císaři přímo podřízený vazal s podobným postavením, jaké měla říšská knížata v Německu, byl tzv. „vévoda z Naxu a pán Archipelagu“ jehož vévodství mimo ostrova Naxos zahrnovalo také většinu Kykladských ostrovů. Dalšími vévodstvími v Latinském císařství byly Athény a Neopatras (oba tituly jsou z historických příčin součástí velké titulatury španělského krále Filipa VI.). V oblasti se nacházelo také Vévodství Lefkada, které ovšem bylo přímou součástí Falckrabství Kefalonia a Zakynthos a nepodléhalo latinským císařům, ale neapolským králům nebo benátským dóžatům. Na slovanském Balkáně byl obvyklejší titul vojvoda, případně kníže, přesto přijal v 15. století Stjepan Vukčić Kosača titul „vévoda z Humu a od pobřeží“ a později „vévoda od svatého Sávy“ a na jeho titul dodnes upomíná město Herceg Novi a země Hercegovina. V Pobaltí existovalo v l. 1561–1795 Kuronské a zemgalské vévodství patřící do německé kulturního okruhu a krátce obnovené r. 1918 jako „Spojené baltské vévodství“. Kníže monacký užívá dva francouzské vévodské tituly: vévoda z Valentinois a vévoda z Estouteville. 
Mimo Evropu vzniklo několik vévodství v Brazilském císařství podle portugalského šlechtického práva. Obzvláště bizarních je 59 „vévodů“ kreovaných v pitoreskním Druhém haitském císařství a 9 „vévodů“ kreovaných za Haitského království.[zdroj⁠?!] Dodnes je pojem „haitská šlechta“ synonymem pro naprosté šlechtické parvenu, povýšence a polobarbarskou šlechtu. Haitské tituly knížat, vévodů, markýzů, hrabat apod. samozřejmě nejsou evropskou a světovou šlechtou obecně uznávány či respektovány.[zdroj⁠?!]

## Fiktivní vévodové
- velkovévodkyně Gloriana XII. z Velkého Fenwiku – postava z filmu Myš, která řvala, hraná Peterem Sellersem
- vévodkyně Anna Henrietta z Toussaintu - postava z knižní Ságy o Zaklínači
- vévoda Leto I. Atreides – postava z fikčního literárního světa Duna

## Galerie

Hodnostní klobouk panujících vévodů, ve středoevropské heraldice alternativa k vévodské koruně
Vévodský klobouk Štýrska je v heraldice zobrazován v jeho reálně existující podobě
Čelenka a heraldická koruna (Coronet) britského vévody a peera
Hodnostní koruna španělského vévody, který je zároveň grandem
Hodnostní koruna španělského vévody, který není grandem
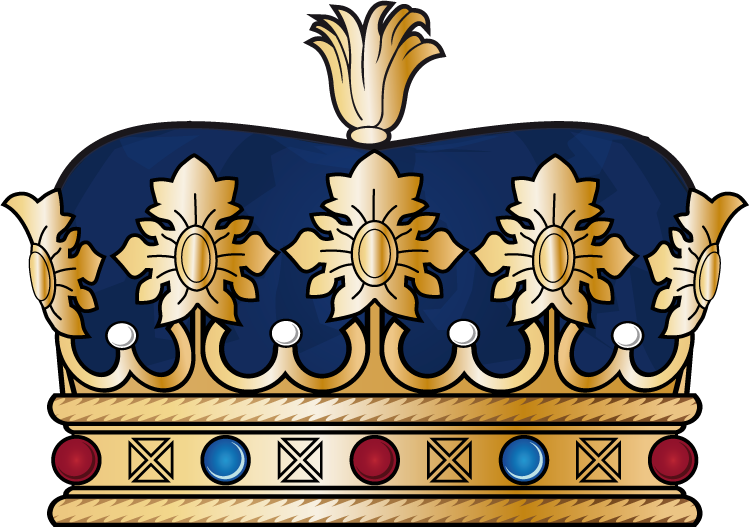
Hodnostní koruna francouzského vévody, který je také pairem
Hodnostní koruna francouzského vévody, který není pairem, italského, dánského a portugalského vévody
Hodnostní koruna belgického vévody (zavedená v Nizozemí po roce 1815)
Hodnostní koruna švédského královského vévody
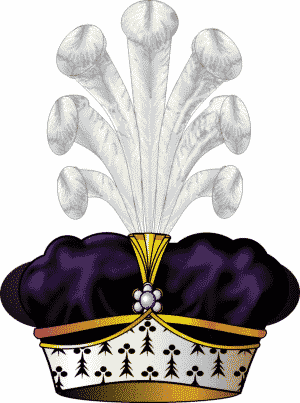
Hodnostní baret vévody v napoleonské heraldice
Vévodská čepička (tzv. Chapeau), užívaná v heraldice i ve fyzické podobě anglickými a francouzskými vévody v období středověku. Dnes již jen odznak skotských feudálních baronů